# Kel-Tec KSG
Le Kel-Tec KSG-12 est un fusil de combat rapproché (fusil à pompe) qui utilise des cartouches de calibre 12, conçu en 2011 par George Kellgren (en) pour Kel-Tec (en) CNC Industries Inc.

## Description
Le KSG-12 est une arme avec une architecture bullpup (raccourcie en longueur), avec deux tubes de logement de cartouches que l'utilisateur peut changer en cours d'utilisation. La sélection du tube se fait par la manipulation d'un levier à trois positions, la position centrale correspondant à la sécurité, les deux autres permettant de recharger l'arme depuis un tube ou l'autre. Cela permet une capacité bien supérieure aux autres armes à chargeur tubulaire puisque ses deux chargeurs lui permettent une capacité de 14 cartouches (2 tubes = 2x7 cartouches). 
Cette configuration permet de charger chacun des tubes avec des munitions de type différent pour s'adapter aux circonstances. Il est ainsi possible de charger des munitions sublétales d'un côté et des munitions de combat de l'autre ; ou bien encore de la chevrotine, ayant une portée plus courte mais maximisant la probabilité de toucher, et des balles ayant une portée plus longue. Sa configuration bullpup avec éjection vers le bas la rend ambidextre, et lui garantit également une compacité importante, comparativement aux fusils à pompe de configuration classique. 
Le KSG-12 fait appel au polymères et présente un poids plutôt faible pour une arme de calibre 12. 

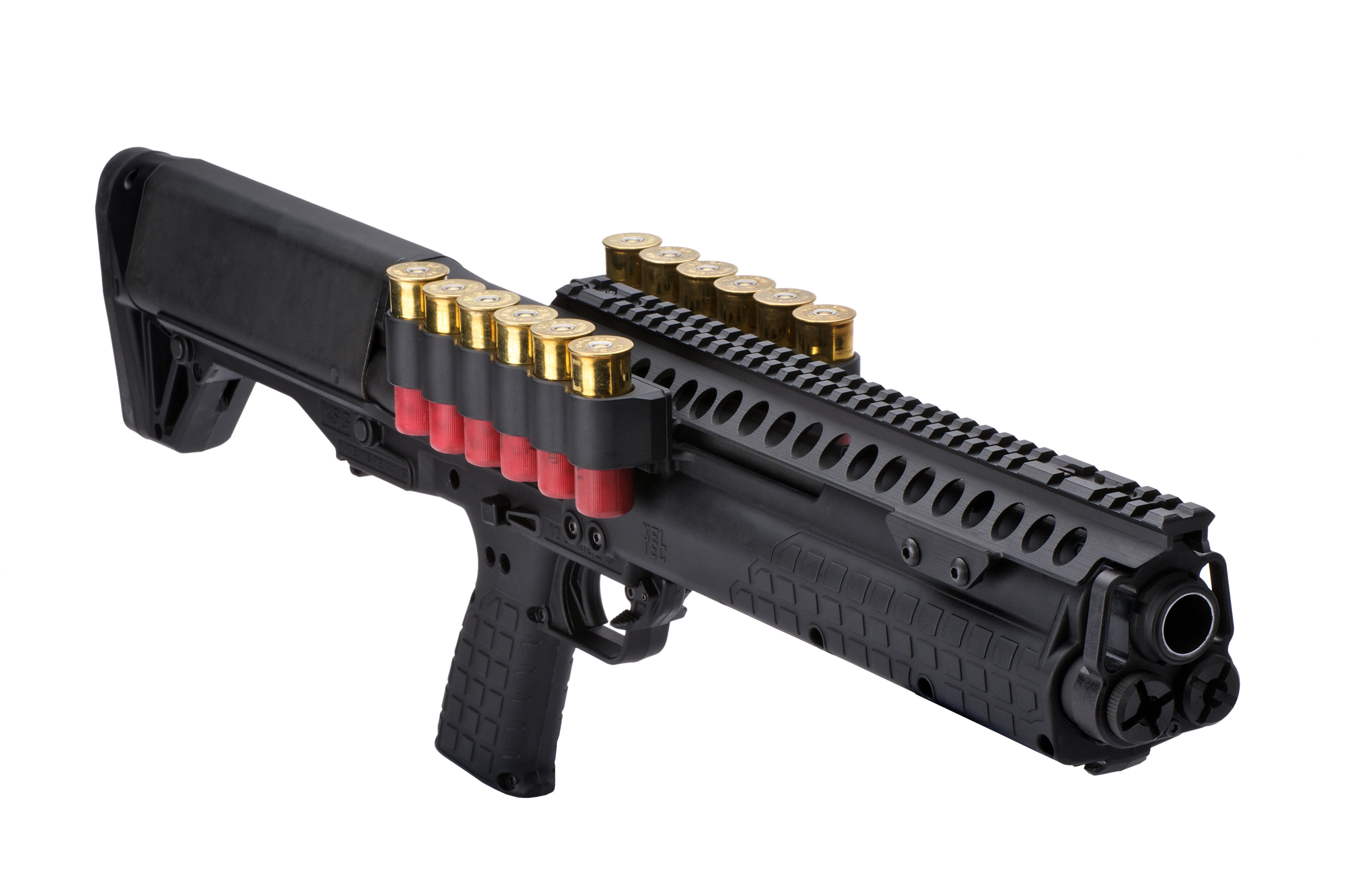
KSG-12 avec des supports de cartouches et un rail Picatinny additionnel.

## Utilisateurs
- Corée du Sud : utilisé par le 707th Special Mission Battalion (ko)[réf. souhaitée].
- France : utilisé par le RAID[2]et ses antennes[3].
- Royaume-Uni : usage limité par le Special Air Service et quelques sociétés militaires privées[réf. souhaitée].

## Dans la culture populaire

### Cinéma
Le KSG-12 apparaît dans John Wick (2014) de David Leitch et Chad Stahelski, et dans Peppermint (2018) de Pierre Morel.

### Jeux vidéo
Le LKSG-12 apparaît notamment dans les jeux vidéo Call of Duty: Modern Warfare 3, Call of Duty: Black Ops II, Grand Theft Auto V, Killing Floor, Payday 2, The Division 2, State of Decay 2 et aussi "Far Cry 6" . Une version modifiée de cette arme apparaît dans Homefront: The Revolution.